# Jon Lindstrom
Jon Robert Lindstrom (ur. 18 października 1957 roku w Medford, w hrabstwie Jackson, w stanie Oregon) – amerykański aktor, scenarzysta, reżyser i producent filmowy.

## Wybrana filmografia

### Filmy fabularne
- 1987: Alamo: trzynaście dni chwały  (The Alamo: Thirteen Days to Glory) jako kpt. Almeron Dickinson
- 1989: Wysłuchaj mnie (Listen to Me) jako reporter telewizyjny
- 1994: Chemia ciała III (Point of Seduction: Body Chemistry III) jako DJ
- 1999: Wschodząca gwiazda (Introducing Dorothy Dandridge) jako asystent koronera
- 2003: Na torze (Right On Track) jako Greeg Enders
- 2005: Facet z ogłoszenia (Must Love Dogs) jako Peter
- 2007: Opiekunka (While the Children Sleep) jako Tate Walker
- 2009: Zamrożone marzenia (Ice Dreams) jako Nolan

### Seriale TV
- 1982: Voyagers! jako Remington
- 1983: Square Pegs jako Reed Kendall
- 1984-85: Rytuały (Rituals) jako Brady Chapin #2
- 1985: Rocky Road jako Jerry Daniels
- 1985-86: Santa Barbara jako Mark McCormick
- 1988: Baby Boom
- 1989: 21 Jump Street jako Mick
- 1989: Pokolenia (Generations) jako Paul Jarre
- 1990: Słoneczny patrol (Baywatch) jako Chris Barron
- 1994: Słoneczny patrol (Baywatch) jako Keith Travis
- 1996: Szpital miejski (General Hospital) jako Kevin Collins
- 1997: Port Charles jako Kevin Collins / Ryan Chamberlain
- 2000: Port Charles jako Kevin Collins
- 2002: Szpital miejski (General Hospital) jako Kevin Collins
- 2003: Port Charles jako Kevin Collins
- 2006: Everwood jako Bill Schmicker
- 2006: CSI: Kryminalne zagadki Las Vegas (CSI: Crime Scene Investigation) jako Martin Sidley
- 2008-2010: As the World Turns jako Craig Montgomery
- 2011: Zaprzysiężeni (Blue Bloods) jako sędzia Fenton
- 2013: Agenci NCIS (NCIS: Naval Criminal Investigative Service) jako Perry Davidson
- 2013: Jej Szerokość Afrodyta (Drop Dead Diva) jako prof. Sharf
- 2013: Szpital miejski (General Hospital) jako dr Kevin Collins